# Paul Nutzfahrzeuge

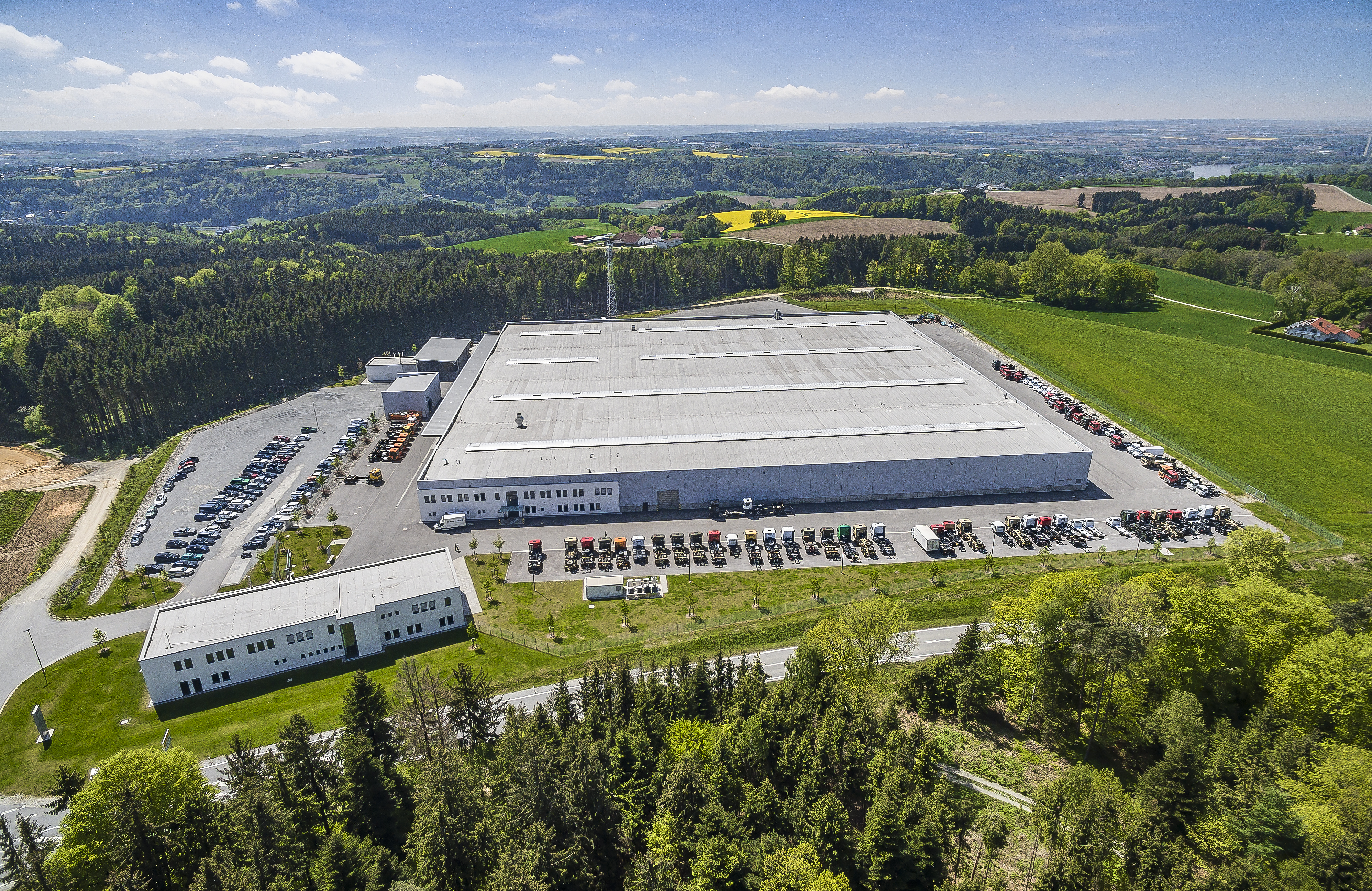
Unternehmenssitz seit 2015: Werk Albersdorf in Vilshofen an der Donau

Die Paul Nutzfahrzeuge GmbH mit Sitz im niederbayerischen Vilshofen an der Donau ist ein international agierender Sonderfahrzeughersteller. Branchen- und anwendungsspezifische Chassisumbauten, Achsmodifikationen, Rahmenverlängerungen sowie Spezialkonfigurationen an Nutzfahrzeugen sind nach eigenen Angaben die Kernkompetenz des Familienunternehmens.
Die Paul Nutzfahrzeuge GmbH ist offizieller Umbaupartner von Mercedes Benz Custom Tailored Trucks (CTT). Internationale Bekanntheit bescherte dem Unternehmen auch die Entwicklung und Produktion des Schwerlast-Spezialfahrzeugs Heavy Mover, konzipiert für Ölfeld-Einsätze.
Durch Beteiligung als Systemintegrator am Projekt ENUBA der Siemens AG in Kooperation mit dem Bundesministerium für Umwelt, Naturschutz und nukleare Sicherheit, sowie der Umrüstung von alten dieselgetriebenen Nutzfahrzeugen zu voll elektrifizierten emissionsfreien Fahrzeugen machte das Unternehmen auch im Bereich E-Mobilität bereits von sich reden.
Aktuell beschäftigt die Paul Nutzfahrzeuge GmbH 150 Mitarbeiter (04/2019). Die Josef Paul Verwaltungs-GmbH wies für das Geschäftsjahr 2017 einen Umsatz von rund 72,3 Millionen Euro aus. Der Nutzfahrzeugbau machte davon einen Anteil von 20,4 Millionen Euro aus, der Rest wird überwiegend mit Ersatzteilen und Werkstattleistungen erzielt.
Anfang Juni 2022 stellte das Unternehmen einen wasserstoffbetriebenen Lkw vor. Das Nutzfahrzeug nutzt eine Brennstoffzelle, um die im Wasserstoff gespeicherte Energie für einen Elektroantrieb umzuwandeln. Die ersten Fahrzeuge sollen Ende 2022[veraltet] ausgeliefert werden. Entwickelt wurde der Lkw gemeinsam mit Shell und MaierKorduletsch.

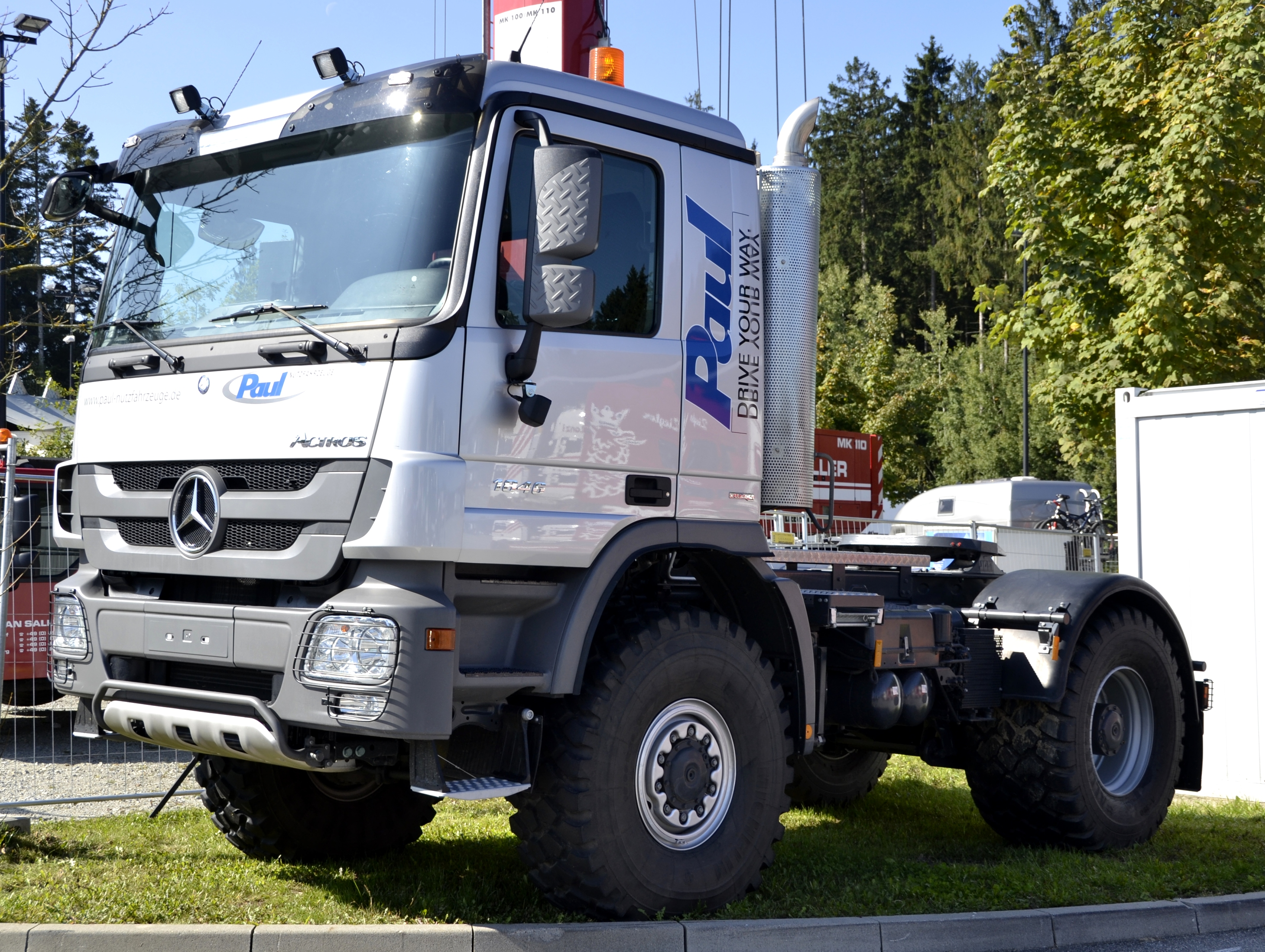
Actros von Paul